# Étretat et les arts
Étretat, commune française située dans le département de la Seine-Maritime, a attiré de nombreux artistes.

## Littérature

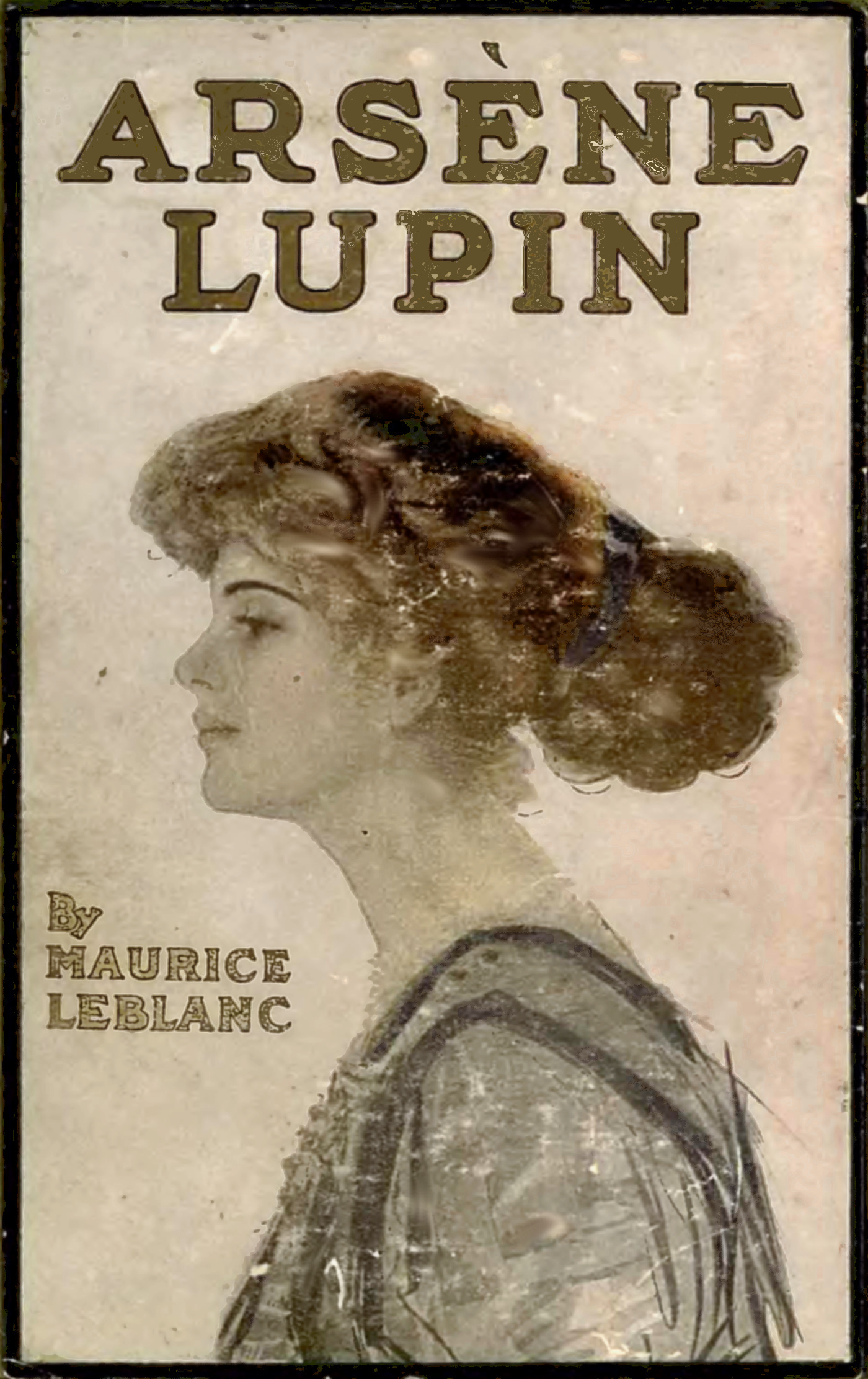
Couverture de la première édition anglaise d'Arsene Lupin en 1909.

- Guy de Maupassant décrit le site d'Étretat en bas des falaises, dans une lettre à Gustave Flaubert, le 3 novembre 1877 :

« Quand on en approche, on aperçoit par-dessous l'aiguille d'Étretat qui se trouve à 500 ou 600 mètres plus loin contre la porte d'Aval. Il faudrait que Bouvard tombât sur le varech glissant pour laisser à P[écuchet] le temps de gagner la porte d'Aval sous laquelle on peut aussi passer à mer basse en enjambant de rocher en rocher, parfois en sautant, car il y a presque toujours de l'eau sous cette porte, ce qui ferait reculer Bouvard, lorsqu'il arriverait naturellement à vouloir passer par là. La petite baie formée entre les deux portes a cela de particulier qu'on aperçoit vers le milieu une sorte de demi-entonnoir gazonné, où serpente un sentier très rapide, qu'on appelle la Valleuse de Jambourg. Bouvard épouvanté par l'eau sous la porte d'Aval, et ne pouvant enjamber comme P. de rocher en rocher, au risque de se noyer dans les intervalles qui sont très profonds, retournerait sur ses pas et apercevrait la valleuse. Voici l'aspect de cette valleuse [suit un dessin]. J'indique l'herbe par les petits traits et le sentier par la ligne noire. On monte d'abord sur un reste d'éboulement qui mène au pied de la falaise, puis le sentier la longe de A à B, et devient ensuite très rapide, très glissant, avec des pierres qui roulent sous les pieds et les mains, et se termine par de brusques zigs-zags. Les gens craintifs se cramponnent aux herbes. (Cette valleuse, praticable même aux femmes hardies jusqu'à cette année, n'est plus accessible aujourd'hui qu'aux hommes très souples et très accoutumés aux falaises ; on doit la réparer). Autrefois une corde attachée au rocher, allait jusqu'au bas de la descente. Une fois en haut, on aperçoit Étretat, et on y arrive par une descente douce sur l'herbe, de 1 kilomètre environ. Il y a dans le haut de cette montée une butte en terre. On s'y réfugie, par crainte du rhume, après avoir gravi le sentier. »

- Guy de Maupassant décrit le site dans son roman Une vie :

« et là-bas, en avant, une roche d'une forme étrange, arrondie et percée à jour, avait à peu près la figure d'un éléphant énorme enfonçant sa trompe dans les flots. C'était la petite porte d'Etretat.{...} Et soudain on découvrit les grandes arcades d'Etretat, pareilles à deux jambes de la falaise marchant dans la mer, hautes à servir d'arche à des navires; tandis qu'une aiguille de roche blanche et pointue se dressait devant la première. »

- Guy de Maupassant y place l'action de deux de ses nouvelles Le Modèle et La Roche aux Guillemots.
- Maurice Leblanc : l'intrigue de L'Aiguille creuse, qui est un des romans de la série des Arsène Lupin, se déroule en partie à Étretat.
- Georges Simenon : Maigret et la Vieille Dame se déroule essentiellement à Étretat, Yport et Fécamp.
- Benoît Duteurtre : Les Pieds dans l'eau, roman publié en 2008, et dans L'été 76 publié en 2011 narrent les souvenirs de l'auteur autour de la ville d'Étretat.
- Olivier Adam : Falaises (2005) : le point de départ est le suicide de la mère de l'auteur du haut des falaises.
- Michelle Huenaerts : La Porte d'Aval (2005) : roman fantastique pour adolescents dont l'histoire se déroule à Étretat.
- Patrick Grainville : Falaise des fous (2018), le récit de la vie d'un étretatais entre 1868 et 1927.

## Peinture
À partir de l'époque romantique, Étretat devient un sujet pittoresque et dramatique pour les peintres à la recherche d'effets de lumière puissants dans une station balnéaire desservie à partir de 1890 par un train qui part de la gare Saint-Lazare.

Attirés, comme les touristes, par le paysage pittoresque, de nombreux artistes visitent Étretat au XIXe siècle. Cependant, les représentations les plus magistrales de l'endroit sont celles de Courbet et Monet vers 1868. 
 Monet revient à nouveau entre 1883 et 1886 et peint une longue série de vues.
La liste des peintres ayant traité ce sujet est longue :

### À partir de 1820
- Bonington - aquarelles en 1823
- Eugène Isabey - aquarelles. À partir de 1824, il vient peindre régulièrement les falaises entre le Havre et Dieppe.
- Camille Roqueplan

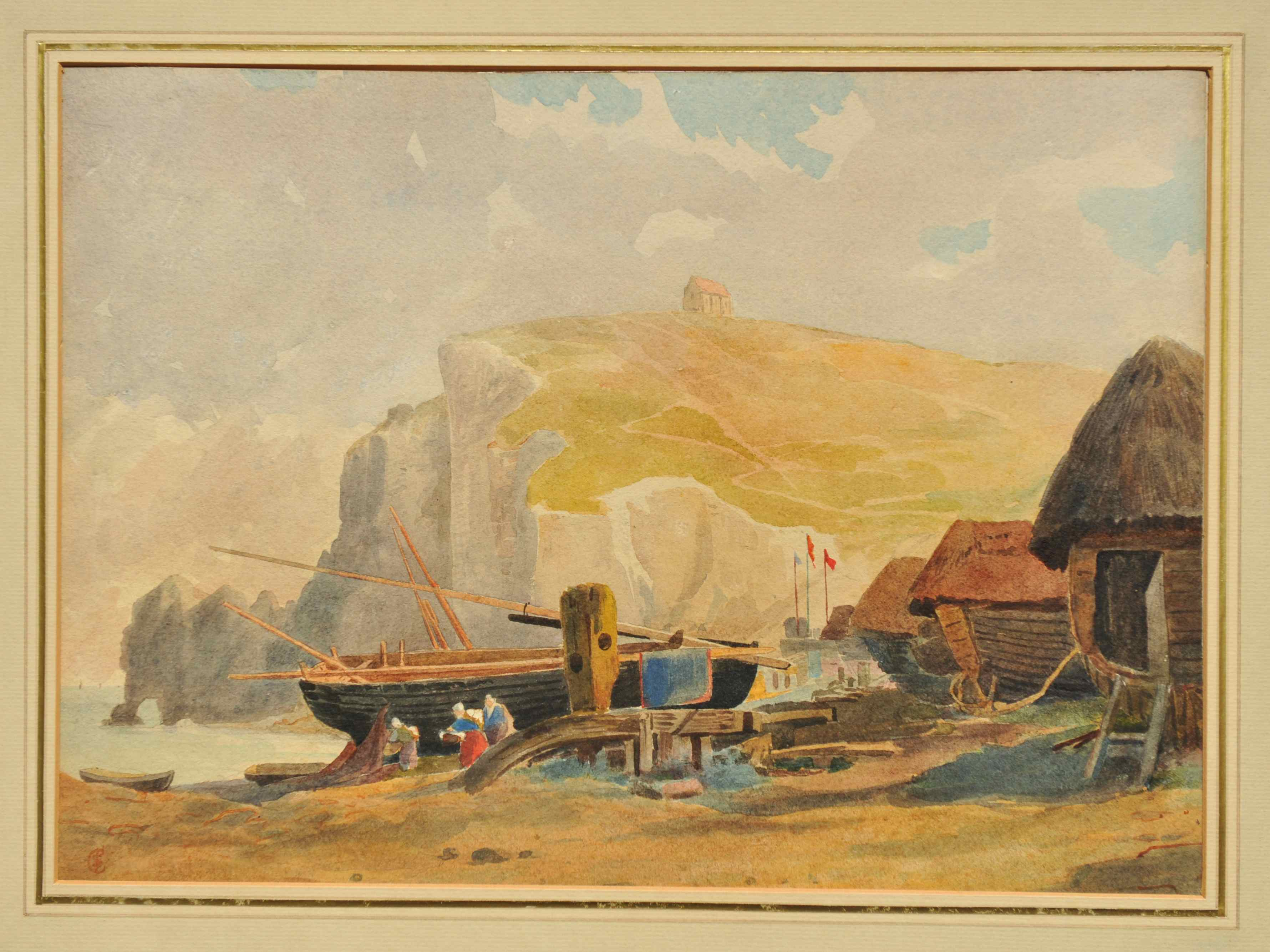
Étretat en 1820, aquarelle anglaise.
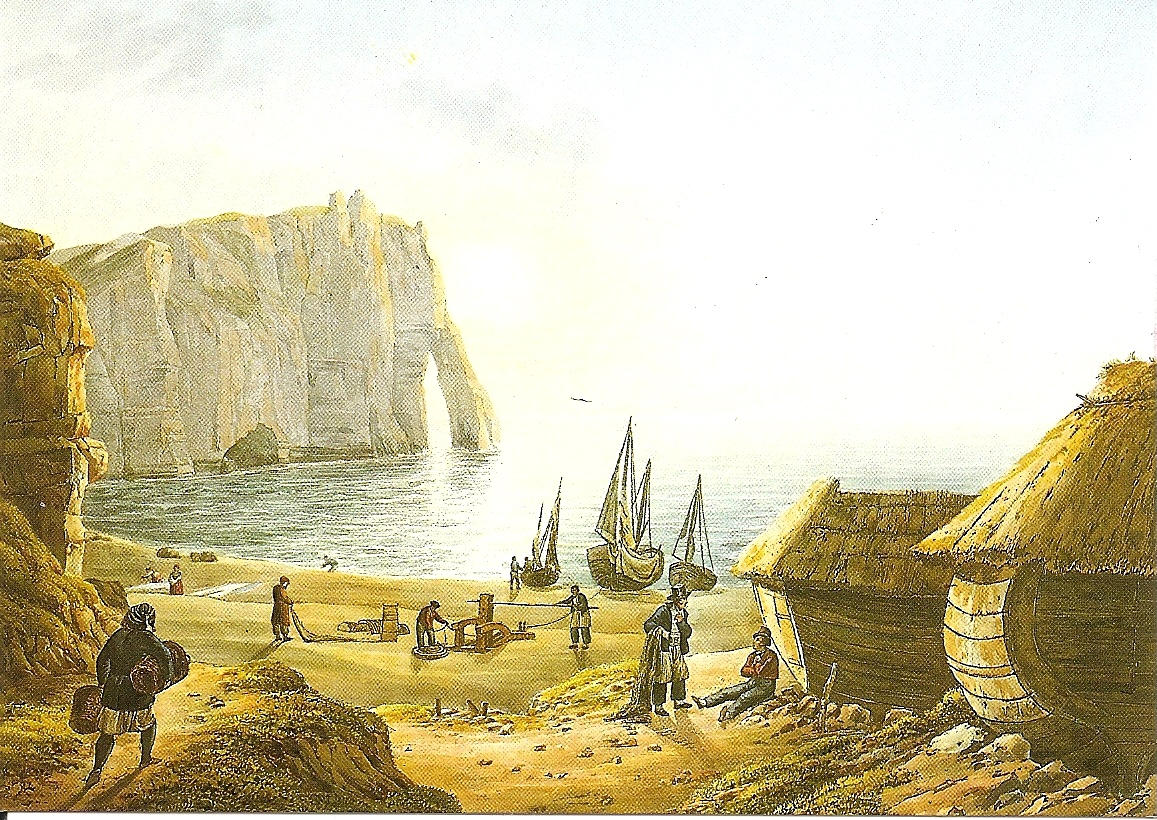
Étretat vers 1850 (non sourcée).
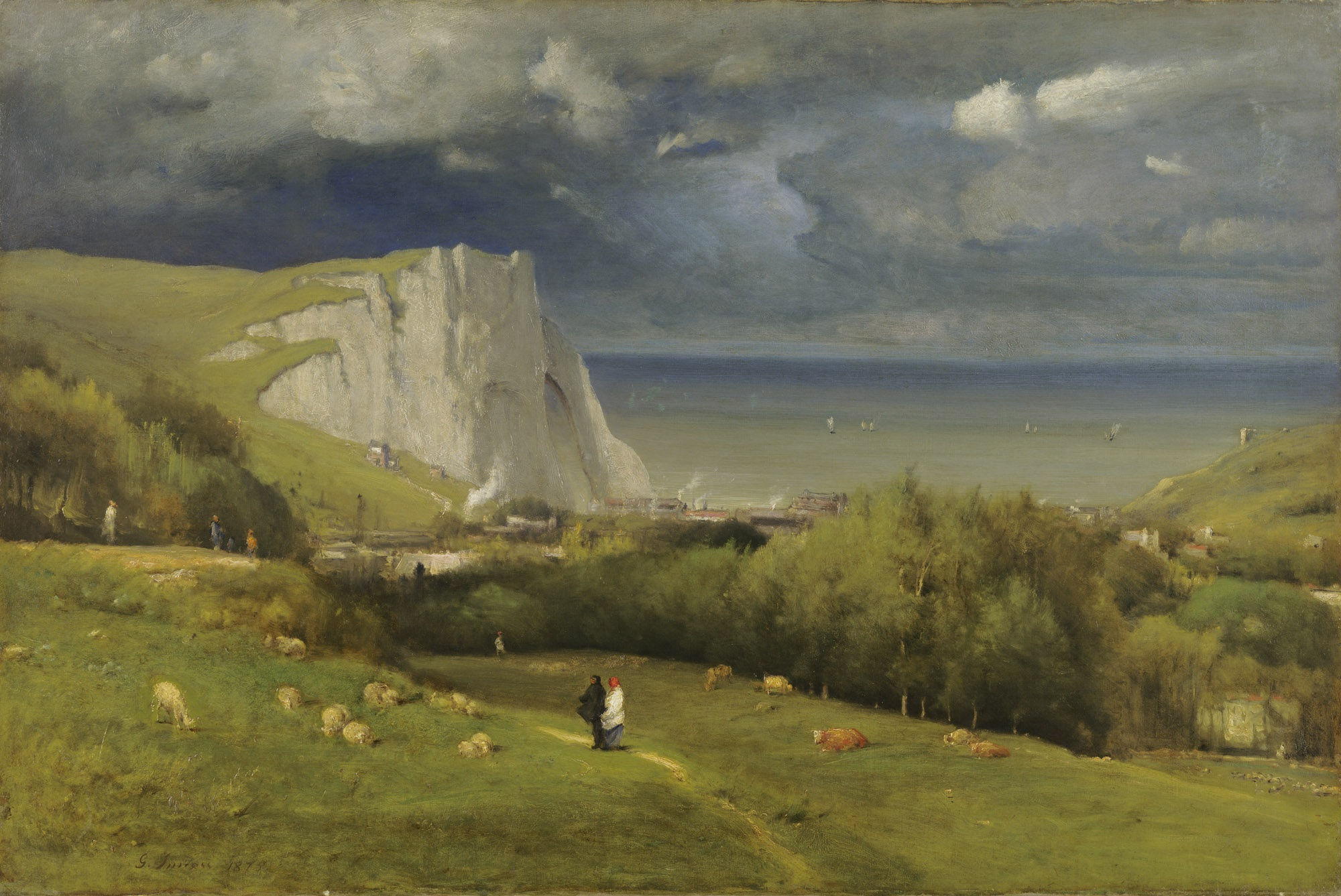
Étretat vue par le peintre George Inness (1825-1894) en 1875.
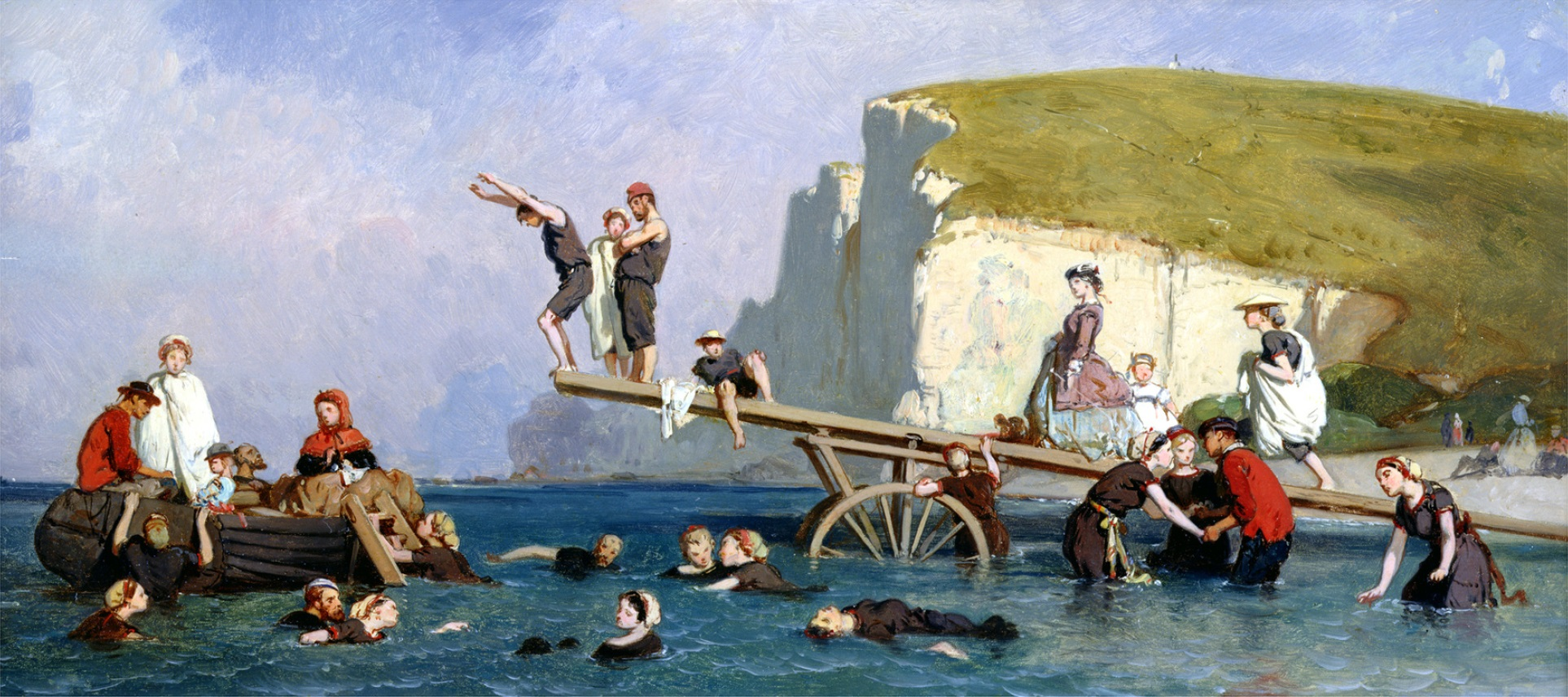
Eugène Lepoittevin - Baignade à Étretat - Musée de Caen- Le plongeoir et la baignade.
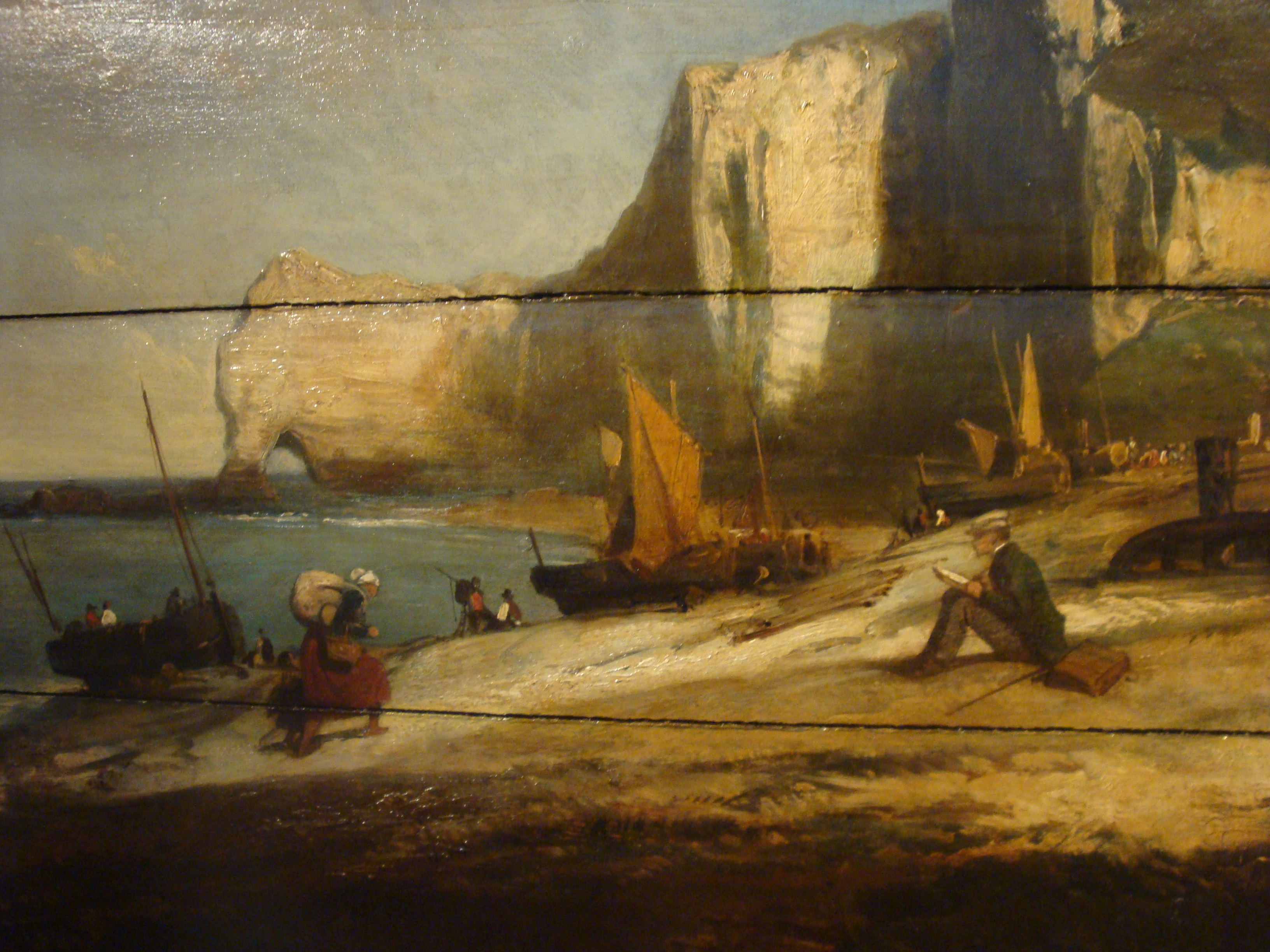
Enseigne de l'Hôtel des Artistes ou Hôtel Blanquet à Etretat (Détail) - Musée des Pêcheries - Fécamp
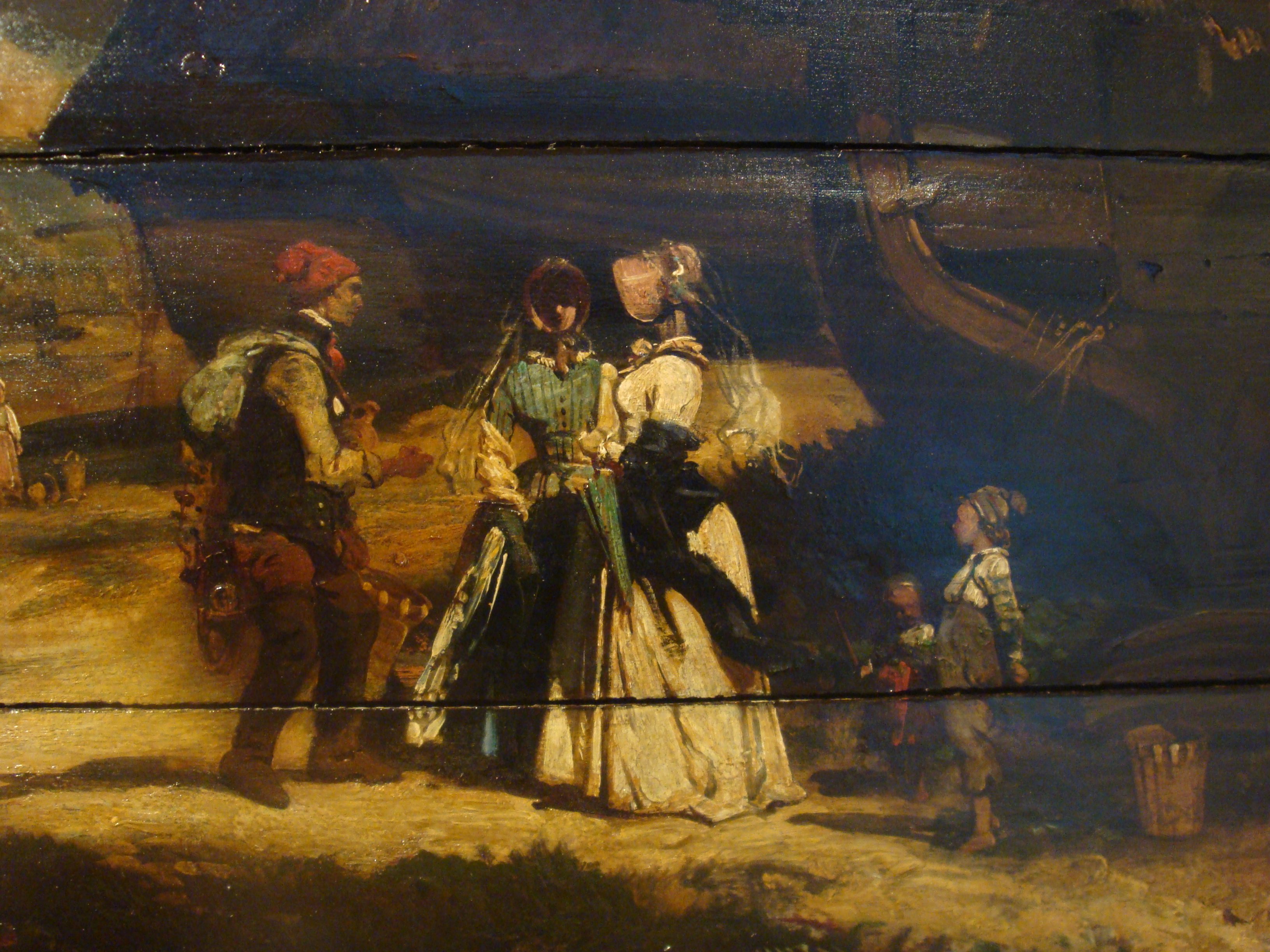
Enseigne de l'Hôtel des Artistes ou Hôtel Blanquet à Etretat (Détail) v. 1840 - Musée des Pêcheries - Fécamp
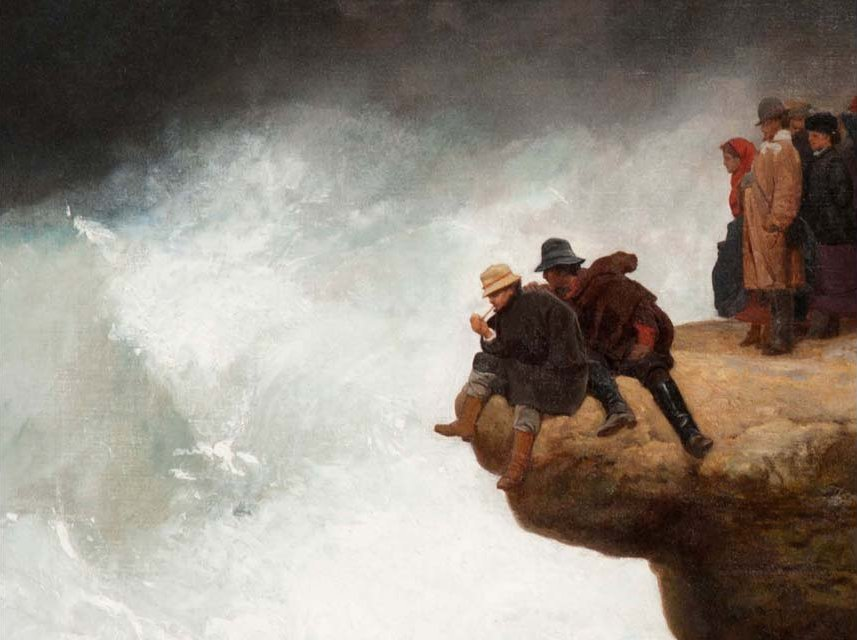
Jehan-Georges Vibert, La côte à Étretat (détail) la mise en scène des risques d'Étretat, des personnages regardent une tempête assis sur le vide.

### Après 1850

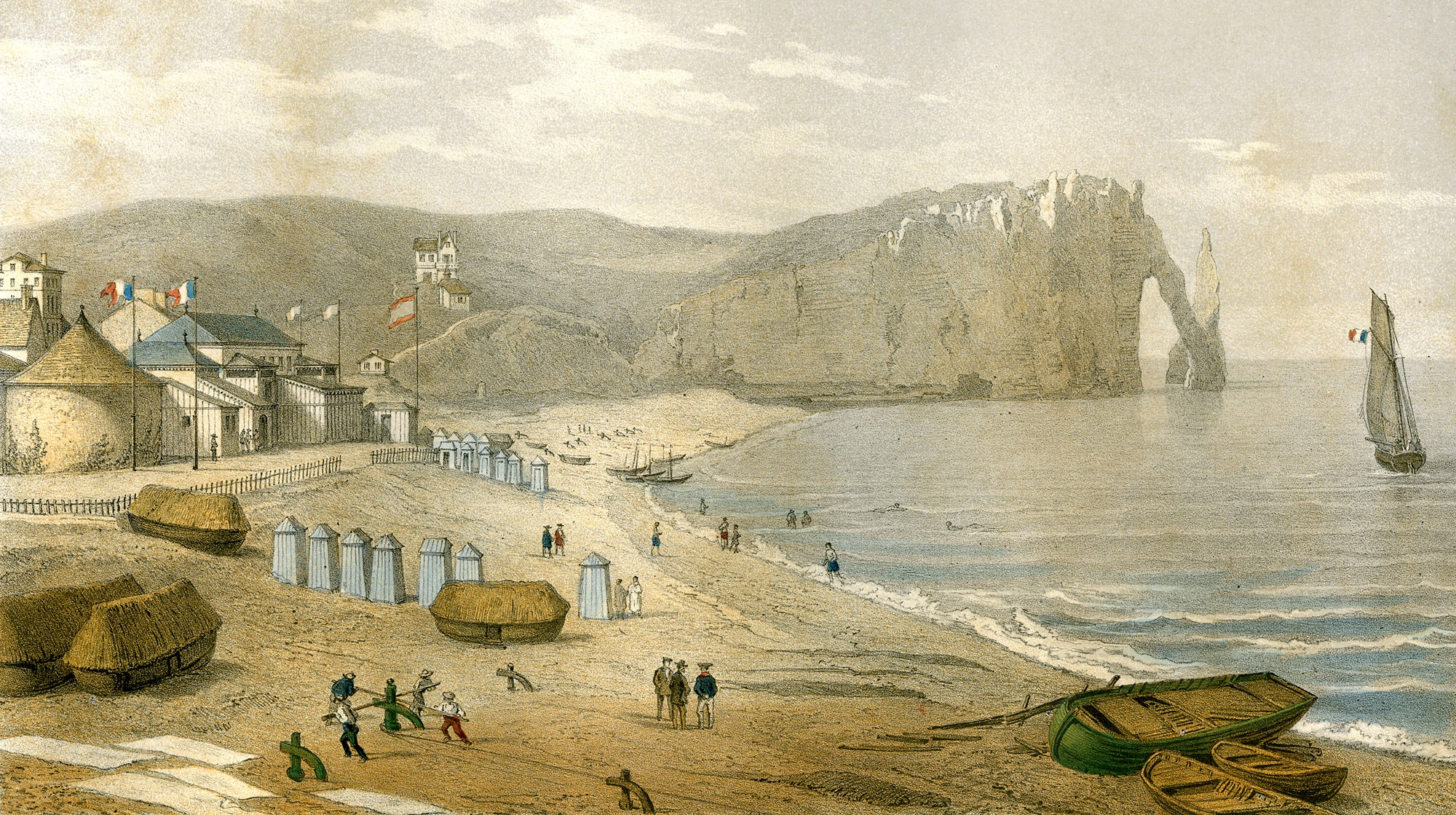
Vue d'Étretat, avec l'établissement des Bains et l'Aiguille, lithographie par Léon-Auguste Asselineau, vers 1865 (Musée Canel, Pont-Audemer)[2].
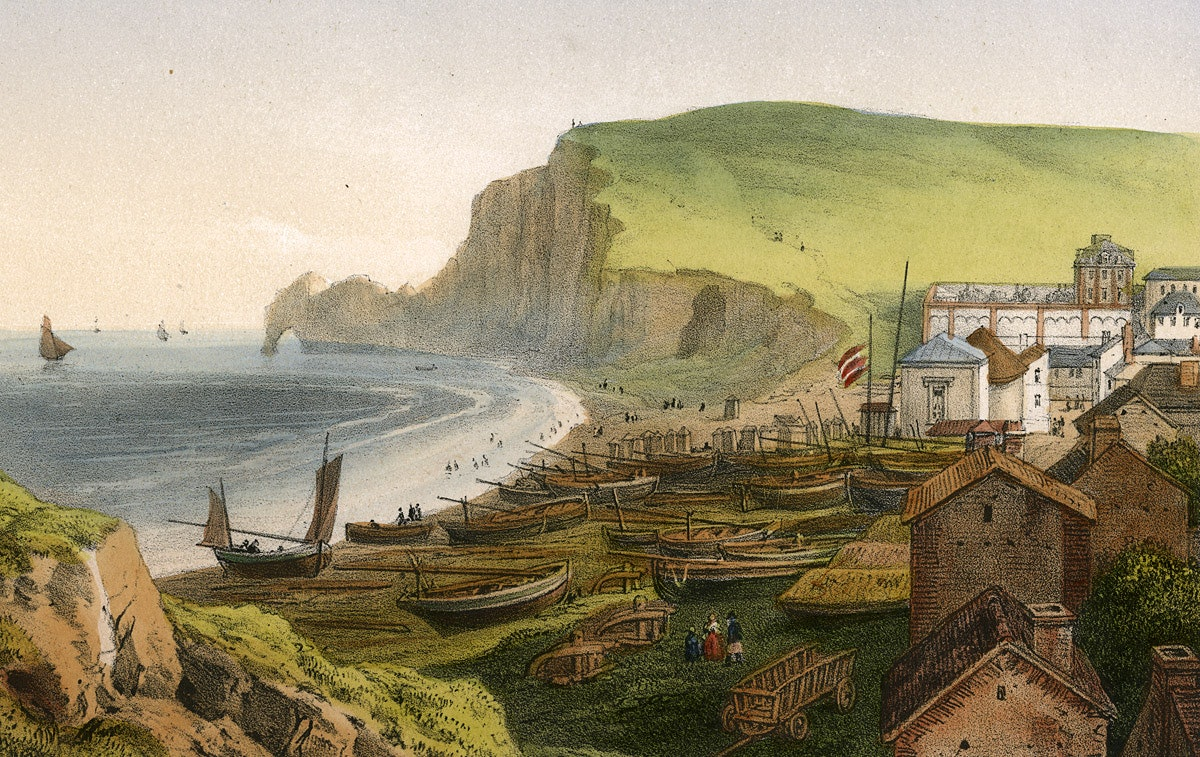
Lithographie de Léon-Auguste Asselineau. La plage d'Étretat et la falaise d'amont (1865).
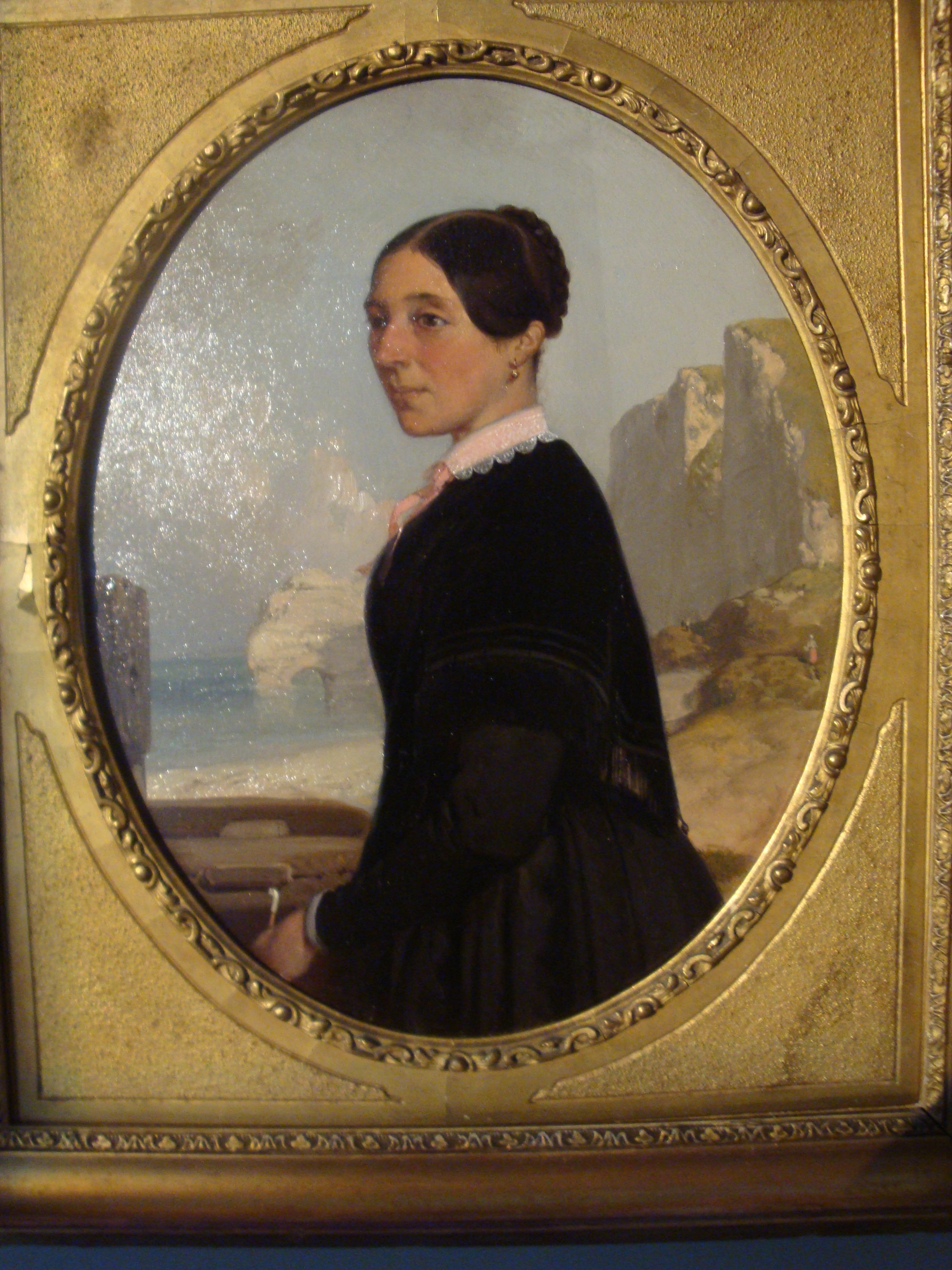
Eugène Le Poittevin - Portrait de Madame Césaire Blanquet, propriétaire de l'Hôtel Blanquet. - Musée des Pêcheries - Fécamp.

- Giovanni Boldini
- Eugène Boudin qui connaissait bien le littoral normand, ne s'est intéressé aux falaises que dans les années 1880, peut-être en raison de l'intérêt de son ancien élève, Monet[1]. Il réalisa plusieurs peintures dont Étretat, la falaise d'amont, 1889 (musée d'Orsay, Paris).

Étretat par Eugène Boudin
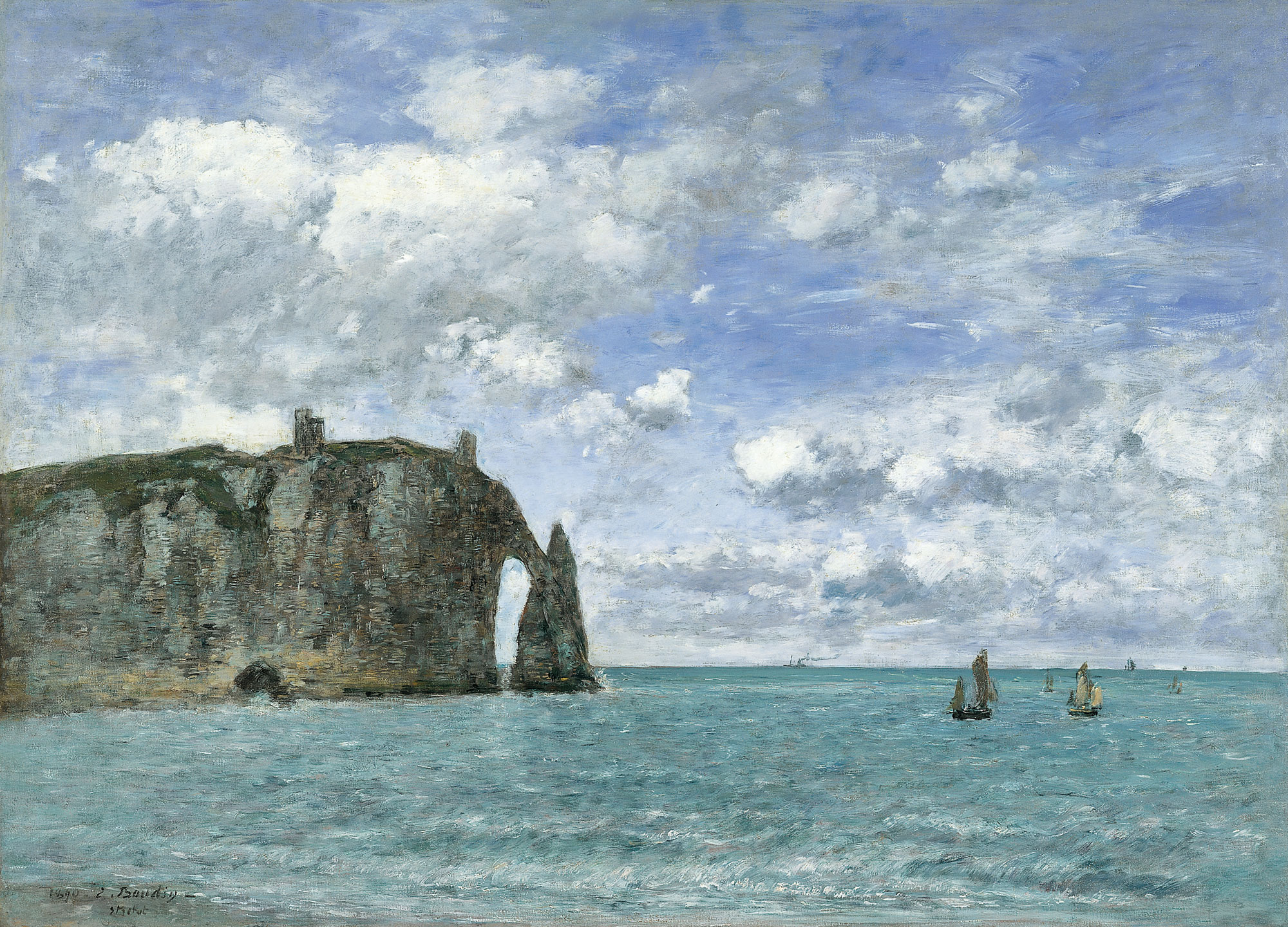
Étretat, la falaise d'Aval, 1890 Madrid, musée Thyssen-Bornemisza
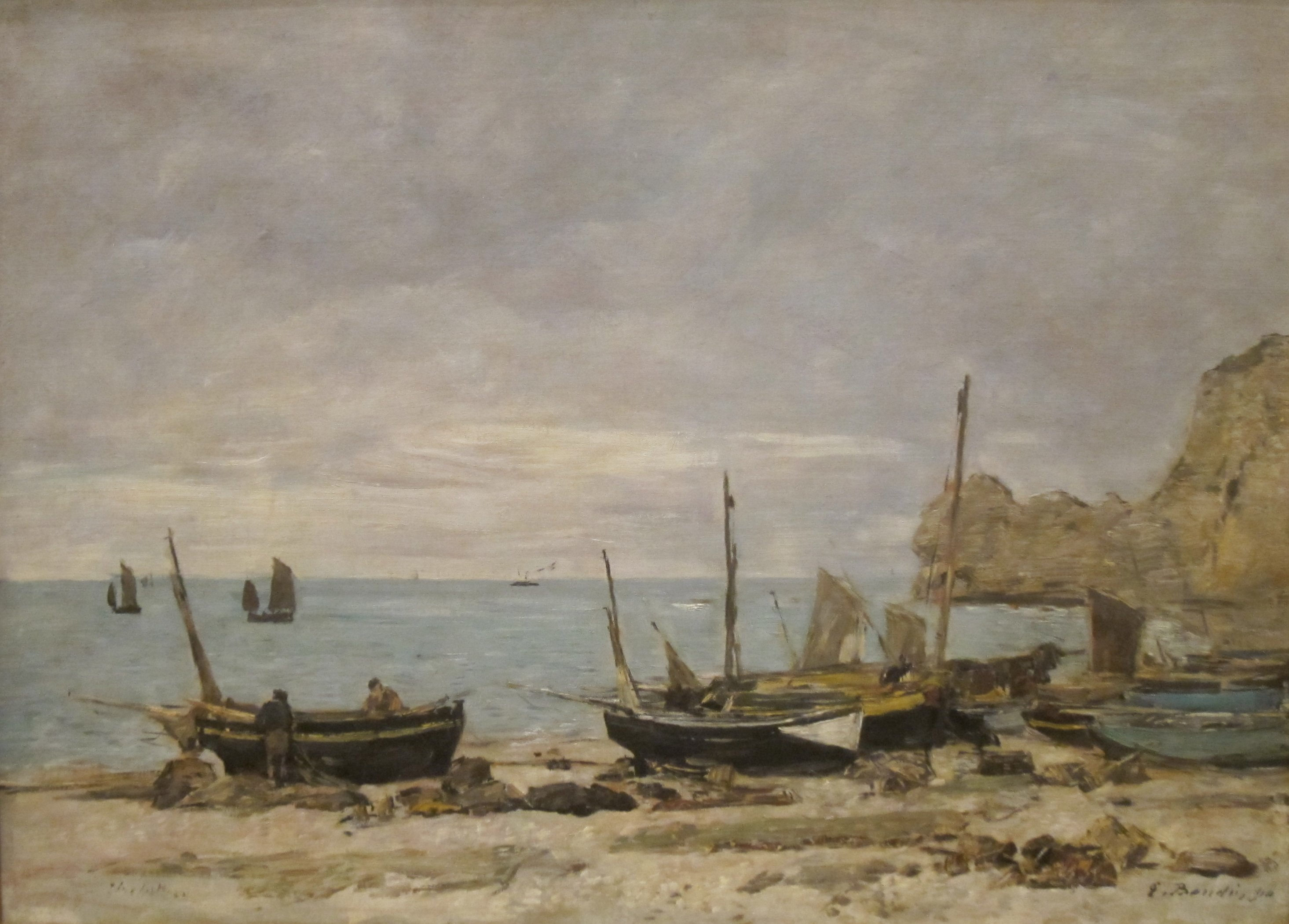
Étretat, 1890 musée d'Art de San Diego
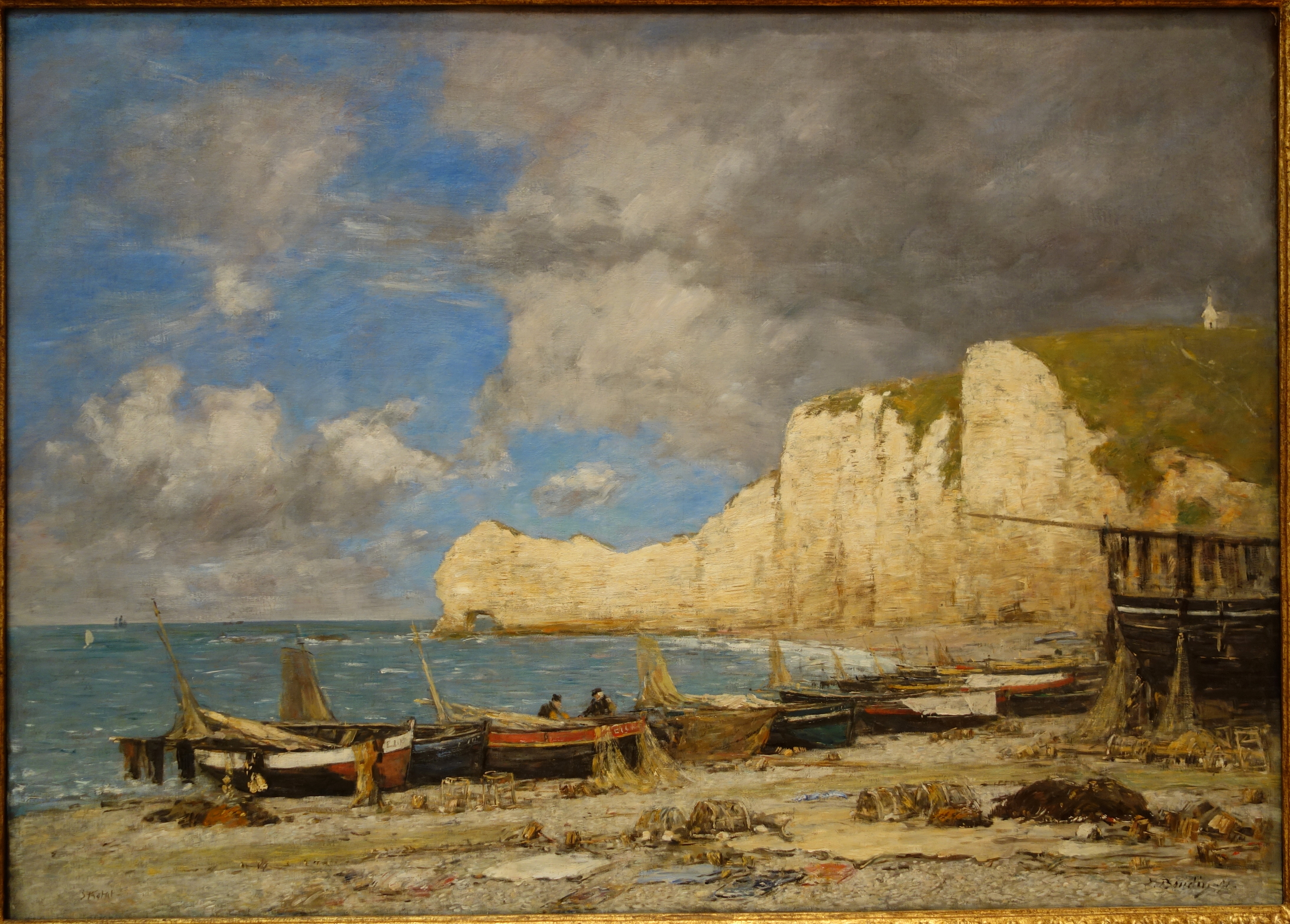
Étretat, 1891 Madison, Chazen Museum of Art
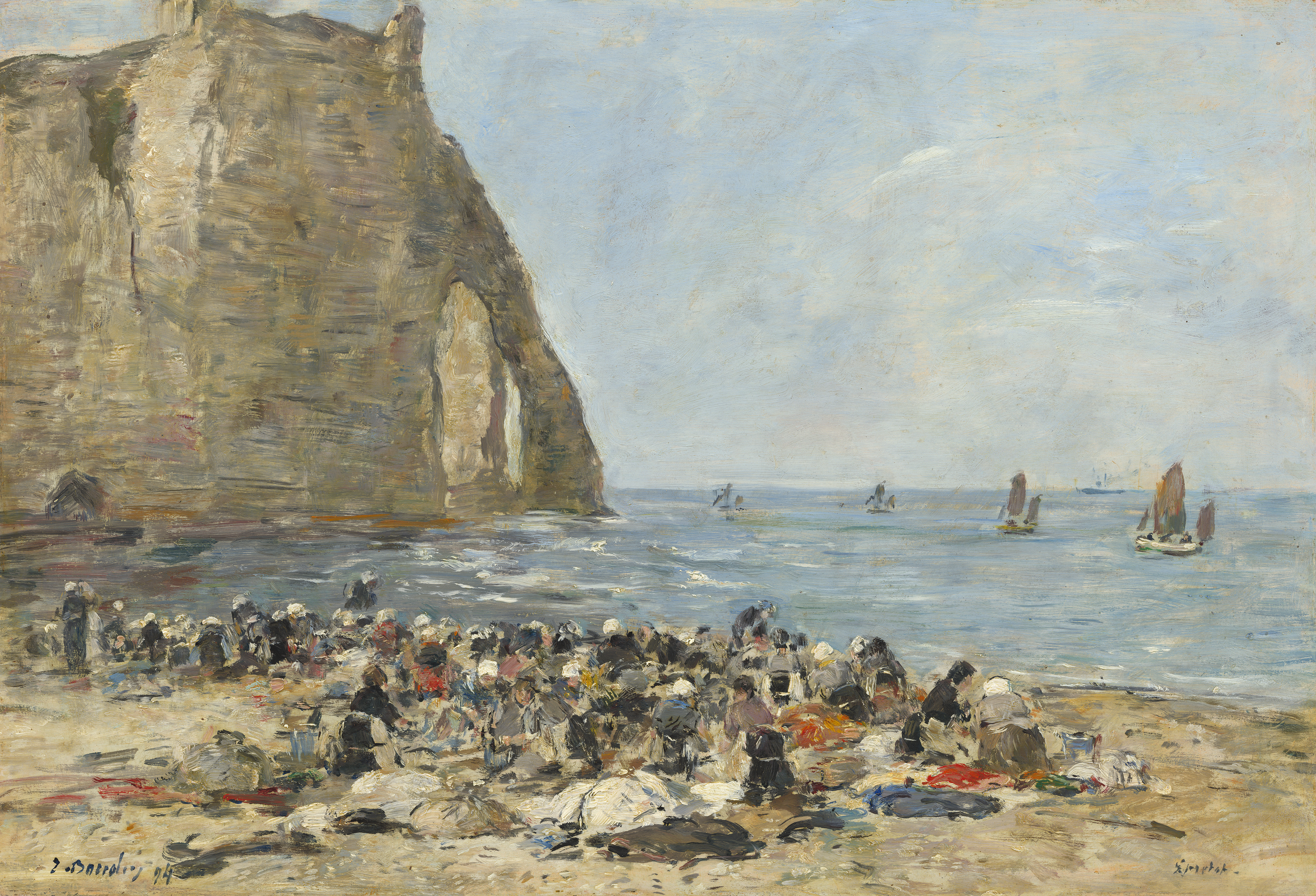
Lavandières sur la plage d'Étretat, 1894 Washington, National Gallery of Art
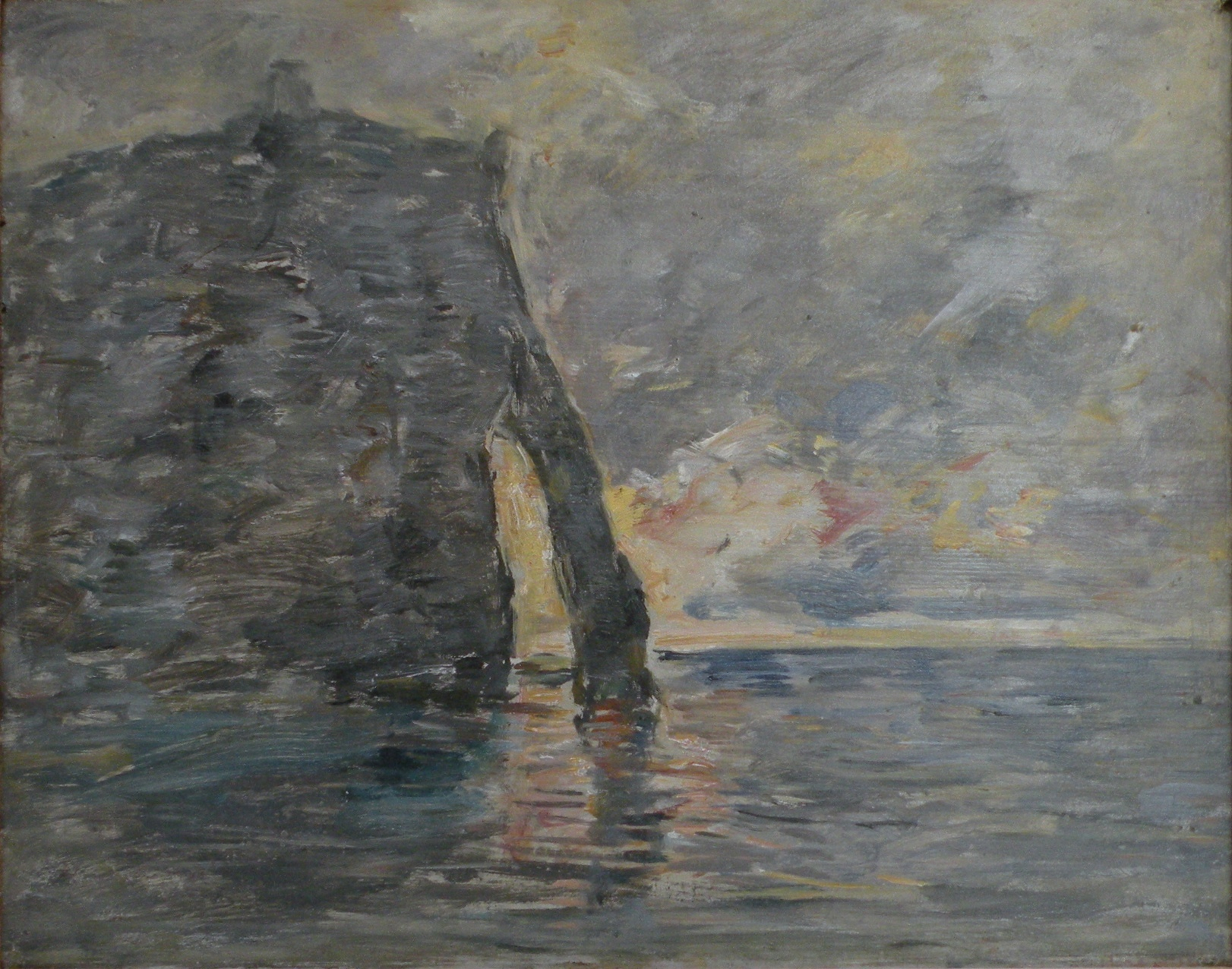
Falaises à Étretat Le Havre, musée d'Art moderne André-Malraux

- Henry E. Burel - huile sur toile La falaise d'Étretat, 1951 (musée des Beaux-Arts de Rouen)
- Jean-Baptiste Corot - peintures 1872
- Gustave Courbet - série de vagues et de falaises pendant son séjour en 1869, dont La Falaise d'Étretat après l'orage, 1869, musée d'Orsay, Paris, La Vague, 1869, musée André-Malraux, Le Havre.
- Eugène Delacroix - aquarelles, dont la falaise à Étretat, le pied du cheval, 1938 (musée Marmottan, Paris)
- Narcisse Díaz de la Peña - peintures
- Louis Garneray - gravures vers 1823
- Paul Flandrin - de 1863 à 1868
- Paul Huet - aquarelles

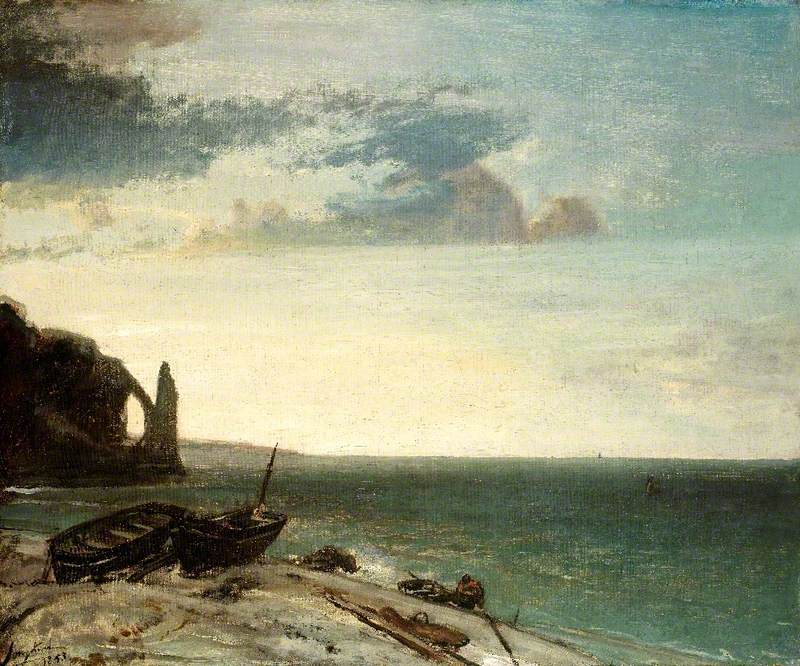
La Mer à Étretat
Johan Barthold Jongkind, 1853
Birmingham Museum and Art Gallery

- Johan Barthold Jongkind - peintures 1850/53
- Jacques Lagrange - série de dessins représentant Étretat, pour la préparation du film Les Vacances de monsieur Hulot.
- Charles Landelle
- Eugène Lepoittevin dont les bains de mer, La baignade à Étretat, 1858.
- Louis Le Poittevin, nombreuses vues d'Etretat, par le cousin de Guy de Maupassant.
- Robert Lotiron, suite d'œuvres sur le thème du Tennis inspirées d'un séjour à Étretat en 1913.
- Henri Matisse - série de tableaux pendant son séjour de juillet et août 1920
- Claude Monet - séries de plus de 80 tableaux pendant ses séjours de 1868/69, 1872 1882, 1891 et enfin en 1916, dont :
  - Grosse mer à Étretat, 1868-1869 (Musée d'Orsay, Paris),
  - La falaise d'Étretat, soleil couchant, 1883, 55,2 x 80,6 cm., North Carolina Museum of Art, États-Unis,
  - Étretat soleil couchant, 1882-1883 (North Carolina museum of art, Raleigh),
  - Bateaux sur la plage à Étretat, fondation Bemberg, Toulouse,
  - Étretat, la pluie, 1885-1886, (Musée national, Oslo),
  - La Manneporte, 1886 (Metropolitean museum of art, New-York)
- Léon Olivié, peintre académique né à Narbonne en 1833 - mort à Étretat en 1901 où il vit depuis 1880.
- Vassili Polenov
- Jean-Emile Renié - peintre, école de Barbizon
- René de Saint-Delis
- Émile Schuffenecker

Etretat dans la peinture
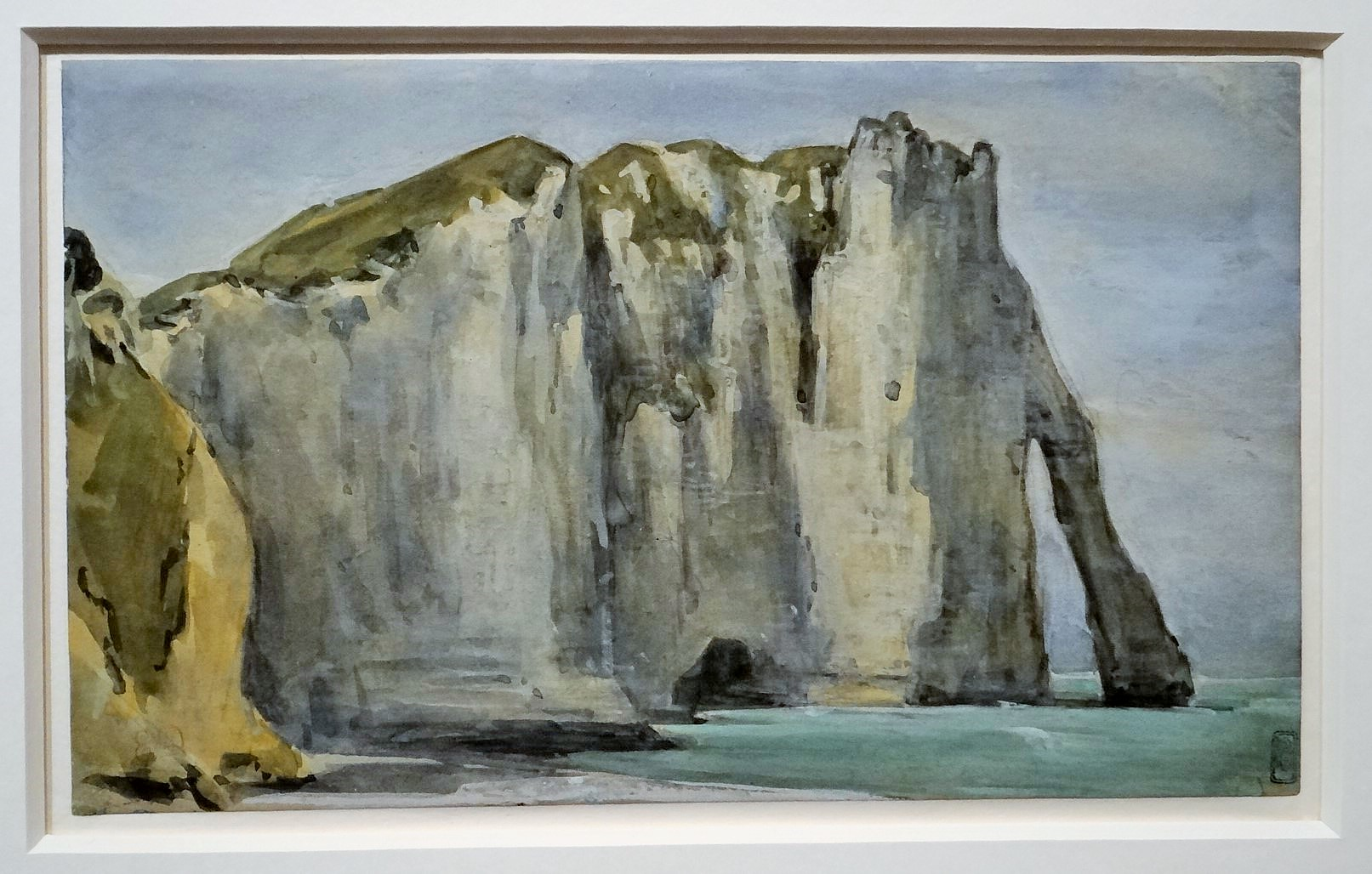
Eugène Delacroix, vers 1849 Falaises à Étretat musée Boijmans Van Beuningen.
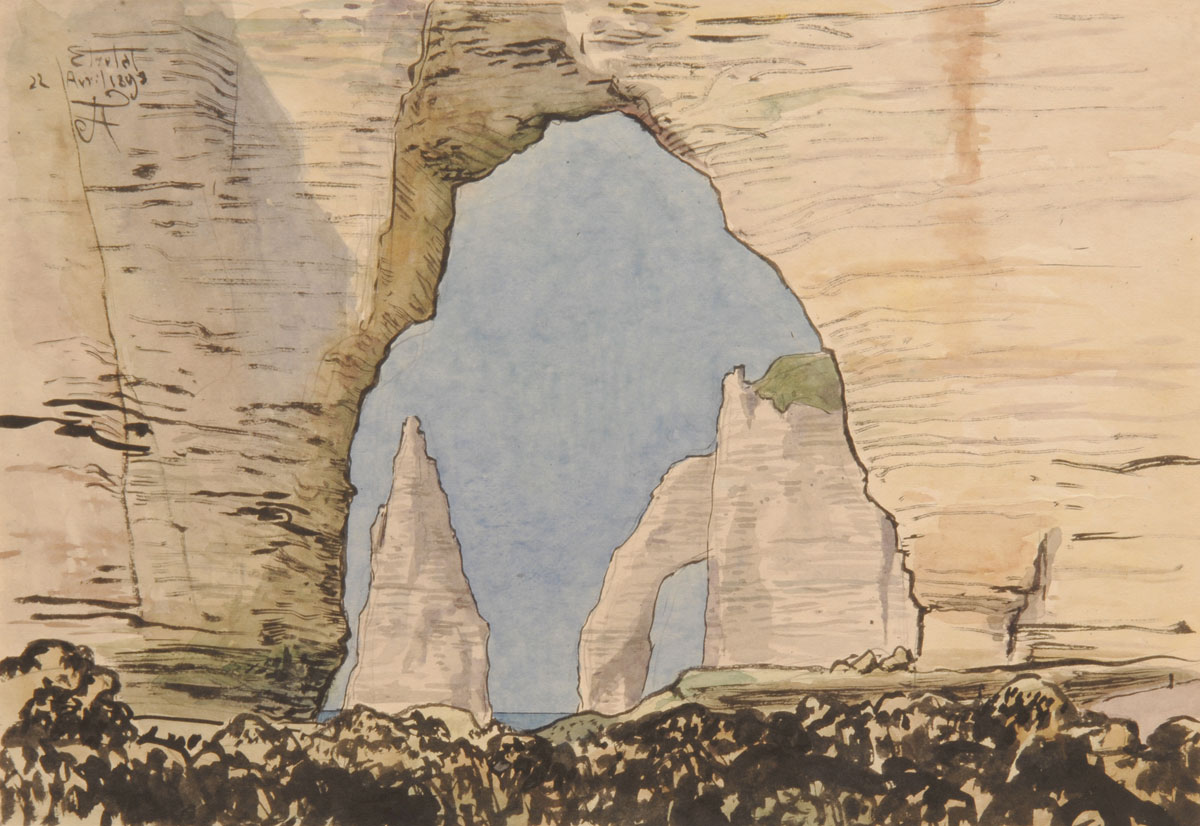
Jean Francis Auburtin, La Manneporte à Etretat, 1898, aquarelle, encre de Chine et crayon sur papier Musée d'art moderne André-Malraux (MUMA), Le Havre.
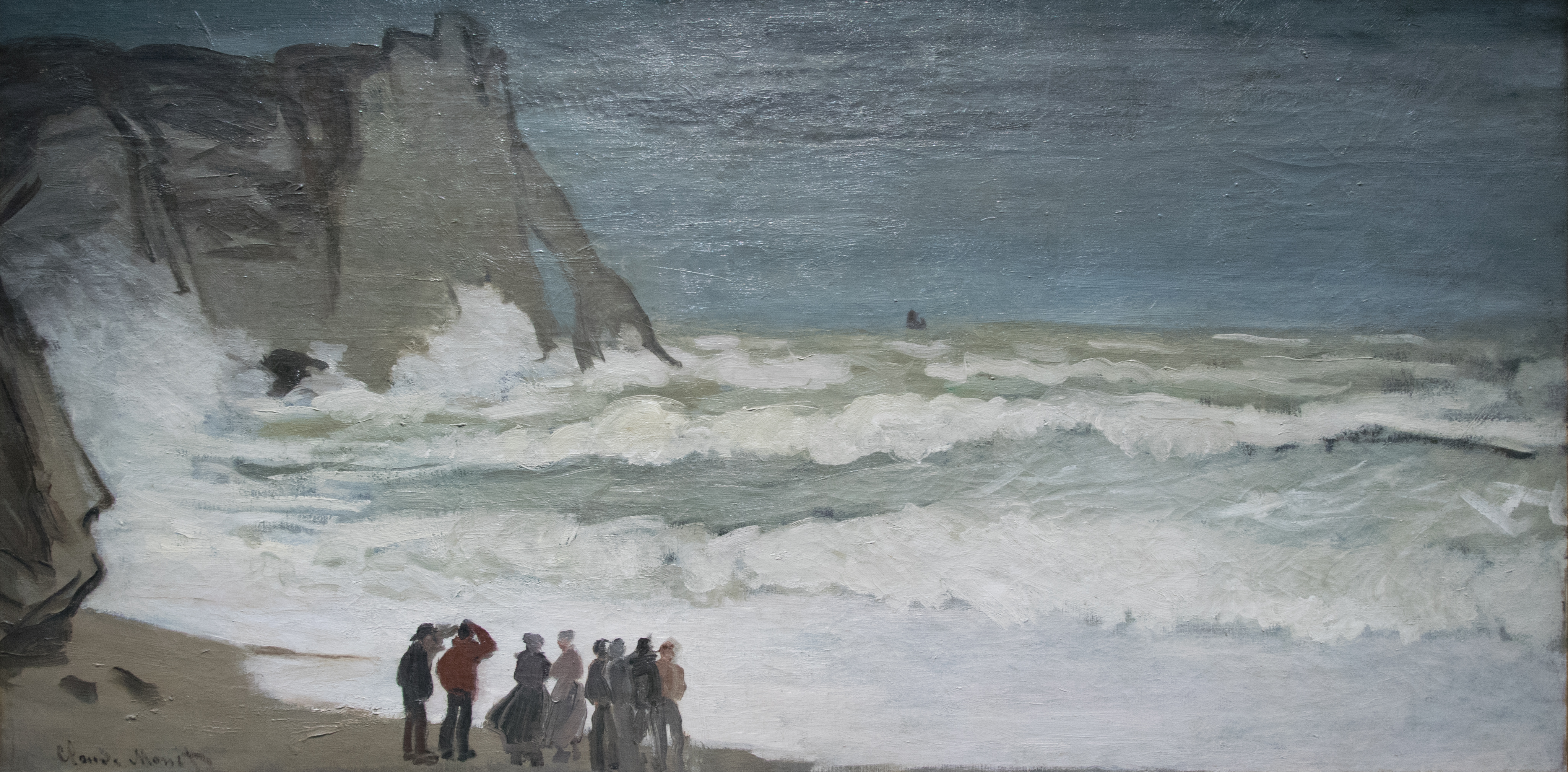
Claude Monet, 1868 Tempête à Étretat
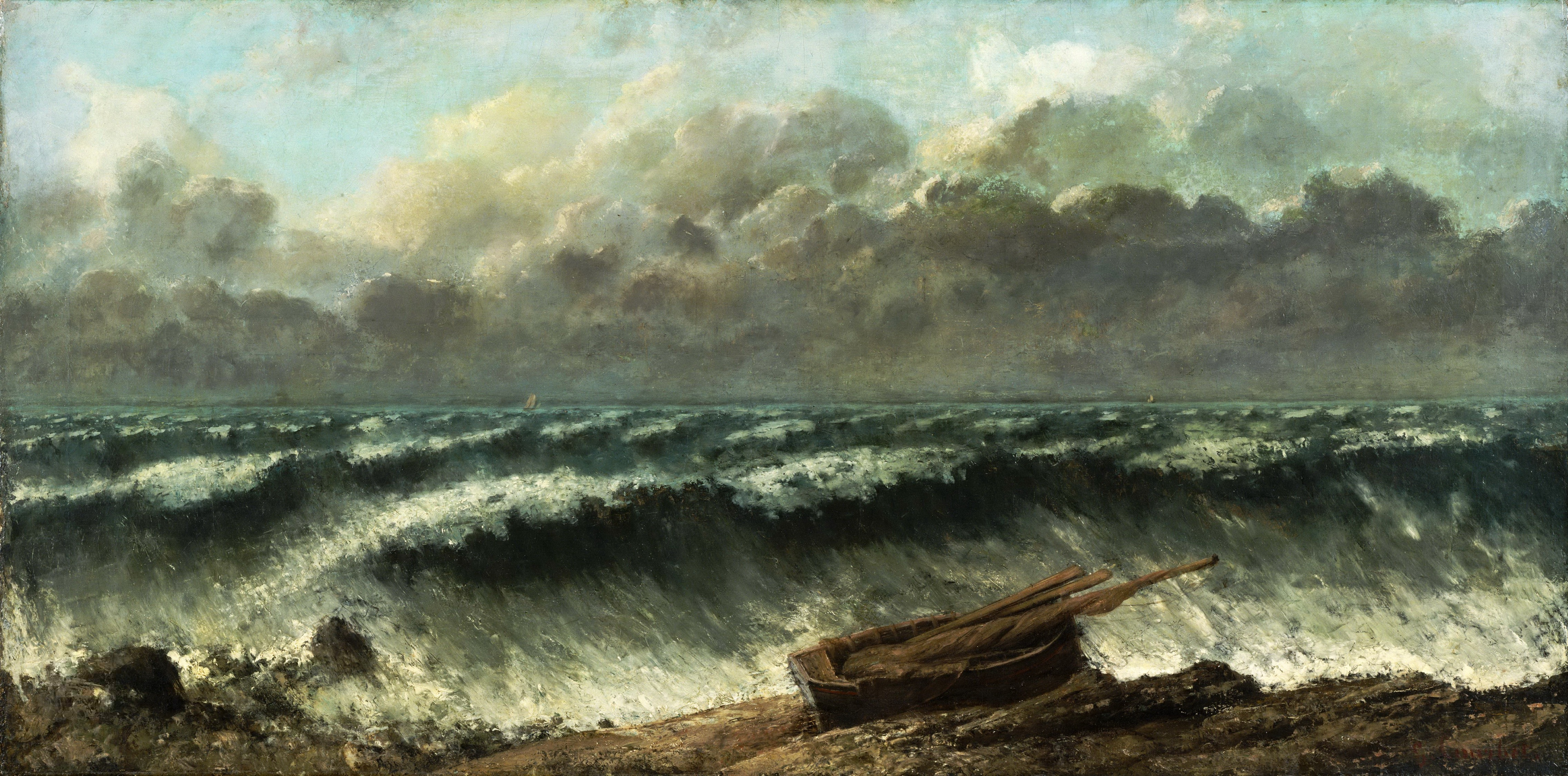
Gustave Courbet, 1869-1870 La Vague, Une des versions
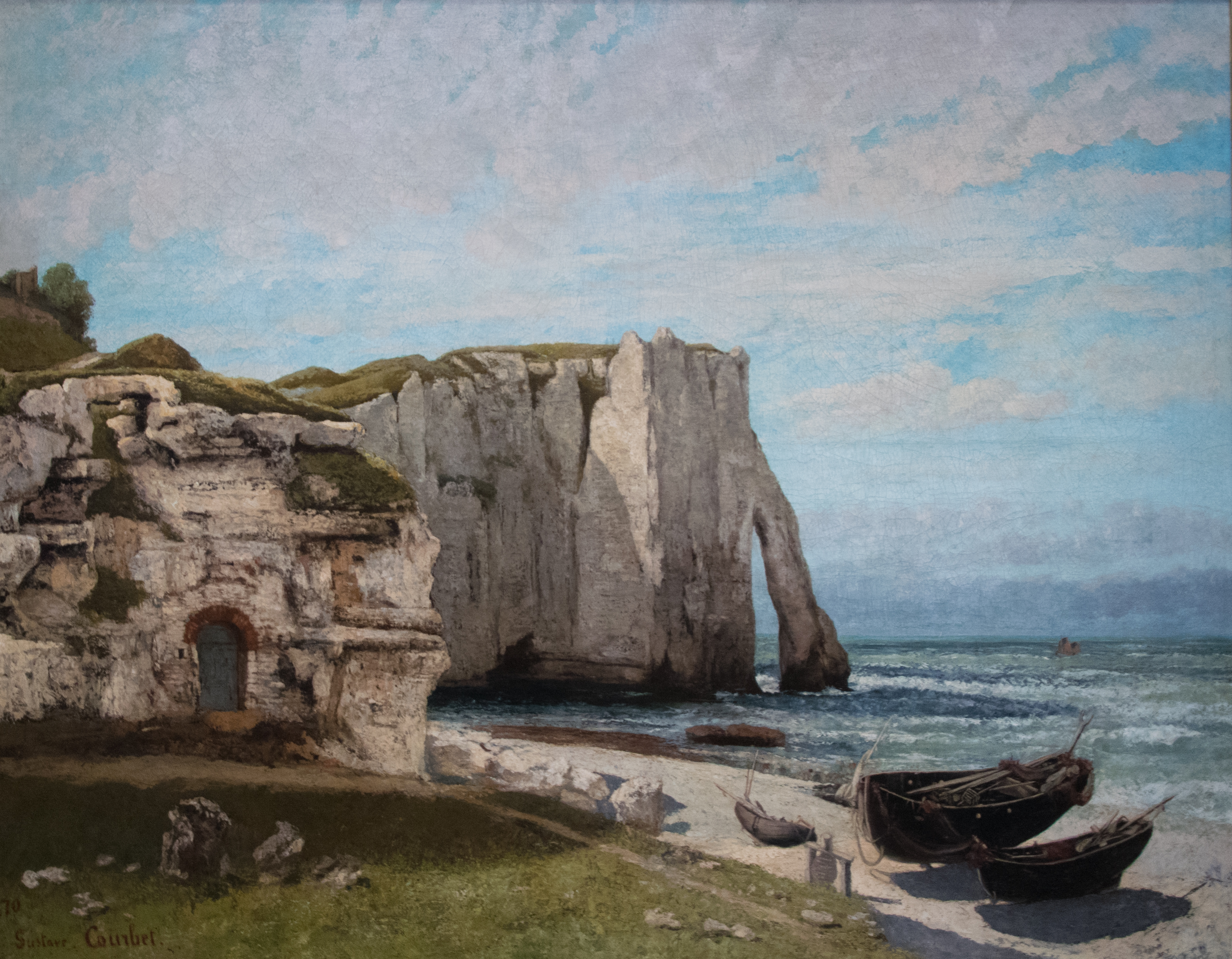
Gustave Courbet, 1870 La Falaise d’Étretat après l’orage Musée d'Orsay, Paris
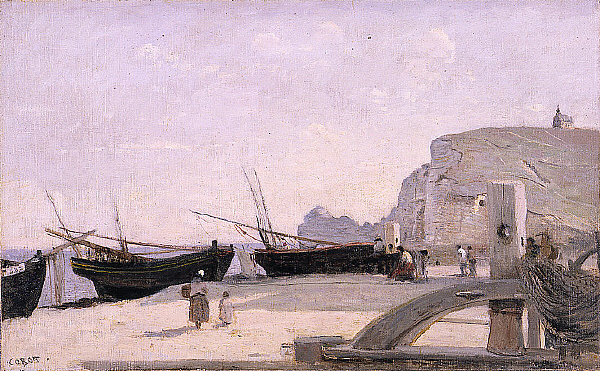
Camille Corot, 1872 La Plage, Étretat Musée d'art de Saint-Louis
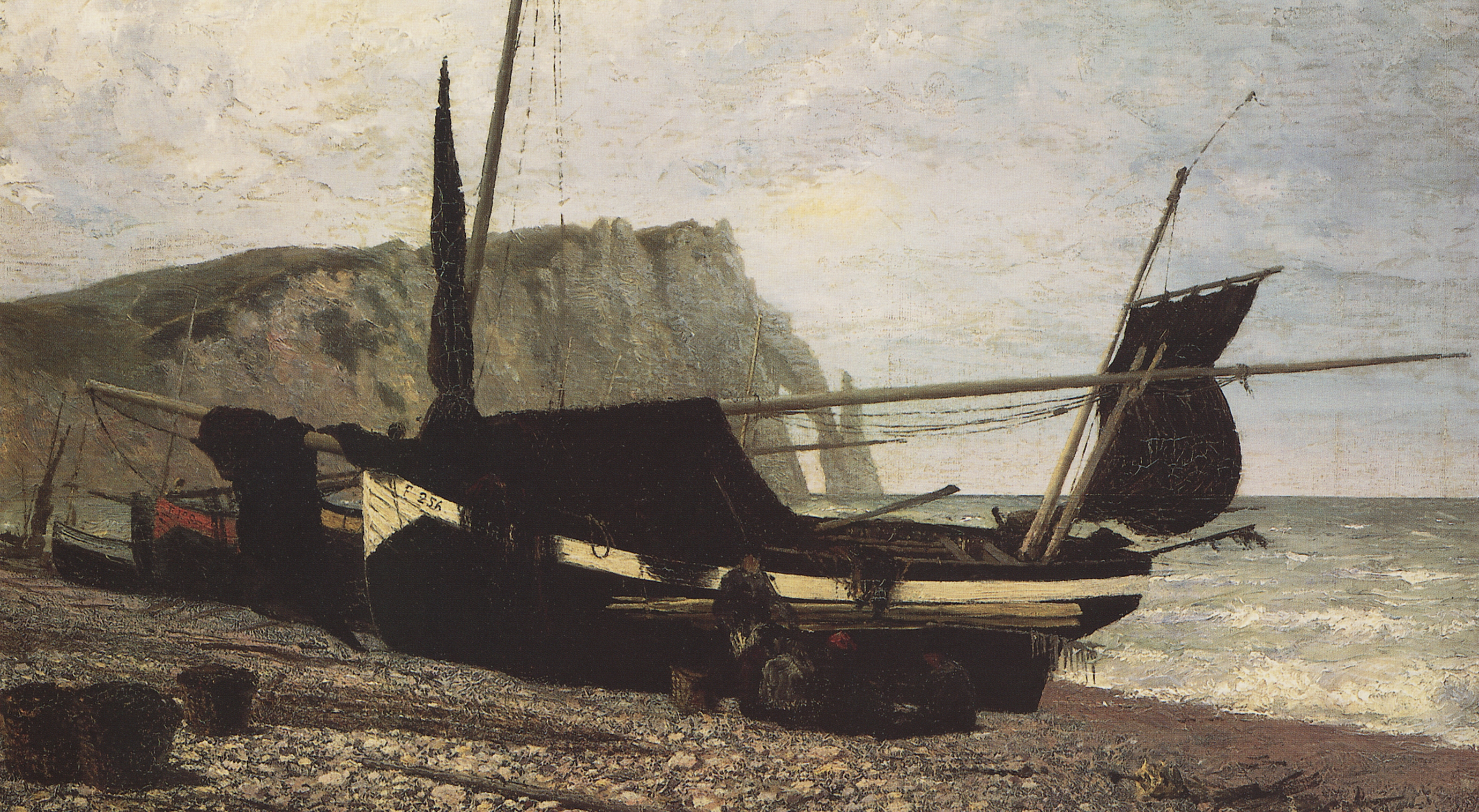
Vassili Polenov, 1874
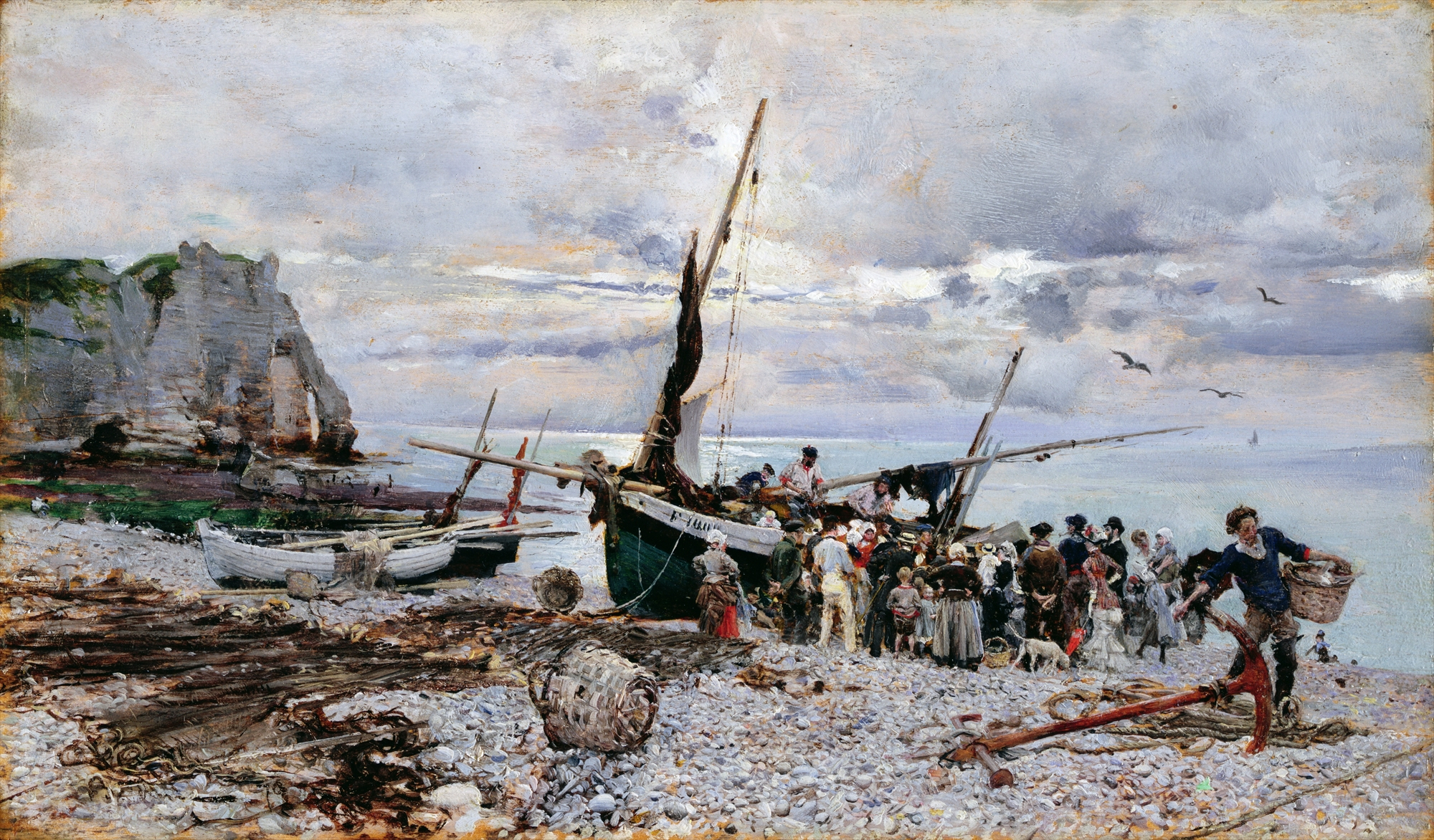
Giovanni Boldini, 1879 Le Retour des bateaux de pêche

## Cinéma

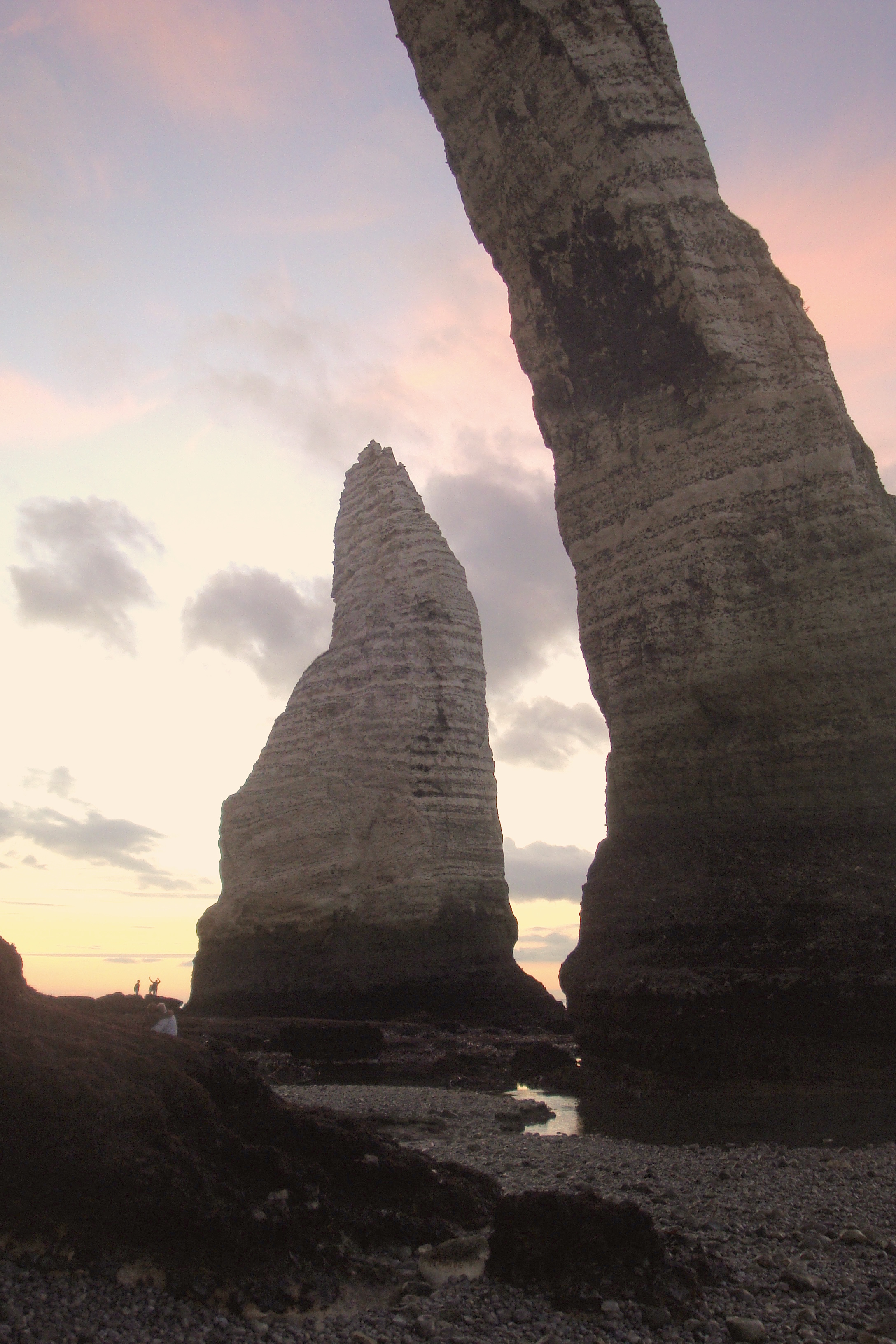
L'Aiguille « creuse » à très grande marée basse.

- Le fauve est lâché de Maurice Labro, 1959
- Galia de Georges Lautner, 1966
- Les Galets d'Étretat de Sergio Gobbi, 1972
- Glissements progressifs du plaisir de Alain Robbe-Grillet, 1974
- Les vécés étaient fermés de l'intérieur de Patrice Leconte, 1976
- Tout ça… pour ça ! de Claude Lelouch, 1993
- Etretat de Jean-Loïc Portron, 1994
- Cantique de la racaille de Vincent Ravalec, 1998
- Love Me de Laetitia Masson, 2000
- Selon Matthieu de Xavier Beauvois, 2000
- Arsène Lupin de Jean-Paul Salomé, 2004
- Le Petit Lieutenant de Xavier Beauvois, 2005
- Le Cœur des hommes 2 de Marc Esposito, 2007
- Rumba de Dominique Abel, Fiona Gordon et Bruno Romy, 2008
- Incognito d’Éric Lavaine, 2009
- La Liste de mes envies de Didier Le Pêcheur avec Marc Lavoine et Mathilde Seigner, 2013
- Lucy de Luc Besson, 2014
- Les Souvenirs de Jean-Paul Rouve, 2014
- Monsieur & Madame Adelman de Nicolas Bedos, 2017
- Albatros de Xavier Beauvois, 2021

## Télévision
- Lupin de François Uzan sur Netflix, avec Omar Sy, 2020 et 2021

## Musique
- Le clip J'suis pas un héros de Kery James tourné à Étretat
- Le clip de La Lettre de Renan Luce tourné à Étretat et réalisé par Romain Vaudaux.
- Le clip de Jour 1 de Louane tourné à Étretat.
- Une chanson de l'album Collection particulière de François Morel s'appelle Étretat.
- Une chanson de l'album Quelque part… C'est toujours ailleurs de Pierre Bachelet s'appelle Étretat.
- Dans Elle en aura besoin plus tard, Michel Sardou mentionne les « galets d'Étretat ».

### Musique classique
La ville d'Étretat est le lieu de villégiature de nombreux compositeurs et chanteurs d'opéra célèbres du XIXe siècle qui y ont leurs villas où qui résident régulièrement dans ce décor d'opéra-comique :
- Alessandro Bettini - chanteur d'opéra - ténor, et son épouse Zélie Trebelli-Bettini, contralto
- Georges Bizet - compositeur
- Gustave Charpentier - compositeur
- Julie Dorus-Gras - chanteuse d'opéra - soprano
- Charles Duvernoy - compositeur de Hellé et professeur au Conservatoire
- Jean-Baptiste Faure - chanteur d'opéra - baryton
- Jules Massenet - compositeur
- Jacques Offenbach - compositeur - s'y était fait construire « la villa Orphée ».
- Henriette Renié - compositrice, harpiste
- Hortense Schneider - chanteuse d'opéra - soprano
- Zélie Trebelli-Bettini - chanteuse d'opéra - contralto